# Keiichi Nanba
Keiichi Nanba (難波 圭一, Nanba Keiichi, né le 26 août 1957 à Gōtsu dans la préfecture de Shimane) est un seiyū (comédien de doublage) japonais. Il est affilié à la compagnie Aoni Production et il est marié à la seiyū Mayumi Shō.

## Rôles notables
- Bat adulte dans Hokuto no Ken 2.
- Ryu Hayabusa dans Ninja Ryūkenden (Ninja Gaiden) OVA.
- Chardin Picolet III dans Ranma ½.
- Judah dans Black Matrix.
- Junta Momonari dans DNA².
- Schneider dans Captain Tsubasa.
- Gurio Umino et Zoisite dans Sailor Moon.
- Komatsu dans Kimagure Orange Road
- Kim/Kazuya dans Théo ou la batte de la victoire.
- Retort dans Bubblegum crisis.
- Akihiko Nonoka fans Kiteretsu Daihyakka
- Axl Low dans les jeux vidéo Guilty Gear.
- Andy Bogard dans les jeux vidéo Fatal Fury 3.
- Itomimizu dans One Piece.
- Ultraman Hikari/Hunter Knight Tsurugi dans Ultraman Mebius.
- Patrick Hamilton dans Sakura Wars: The Movie.
- Gaku Muroi dans Magical Fairy Persia.
- Pisces Aphrodite, Julian Solo, Astaroth, Freyr et Yan dans Saint Seiya.
- Moerunba dans Futari wa Pretty Cure Splash Star
- Kenichi dans Violence Jack:Harlem Bomber
- Katz Kobayashi dans Mobile Suit Zeta Gundam
- Aphrodite des Poissons dans Saint Seiya: Soul of Gold